# Lista królów Towarzystwa Strzeleckiego „Bractwo Kurkowe” w Krakowie
Król kurkowy Bractwa Kurkowego w Krakowie jest corocznie wyłaniany na drodze konkursu strzeleckiego na króla kurkowego.

## I Rzeczpospolita(do 1793)
| Rok  | Król                    |
| ---- | ----------------------- |
| 1578 | Tomasz                  |
| 1580 | Richardi                |
| 1582 | Stanisław Henke         |
| 1591 | Jan Piątek              |
| 1595 | Donat                   |
| 1596 | Franz Schode            |
| 1598 | Franz Schode            |
| 1613 | Zachariasz Węgrzynowicz |
| 1625 | Kacper Raiman           |
| 1655 | Krzysztof Krauz         |
| 1677 | Krzysztof Guba          |
| 1680 | Andrzej Krauz           |
| 1681 | Wojciech Dąbrówka       |
| 1687 | Jan Paweł Fryzneker     |
| 1691 | Stanisław Użewski       |
| 1692 | Cudnikowicz             |
| 1693 | Wadowski                |
| 1694 | Jan Paweł Fryzneker     |
| 1695 | Jerzy Ellert            |
| 1699 | Andrzej Stanisław Krauz |
| 1700 | Jan Paweł Fryzneker     |
| 1701 | Jerzy Pikarus           |
| 1705 | Stanisław Węgrzynowicz  |
| 1706 | Jakub Torosowicz        |
| 1709 | Aleksander Klark        |
| 1722 | Wadowski                |
| 1723 | Zacherla                |
| 1724 | Jan Paweł Fryzneker     |
| 1725 | Kuczankowicz            |
| 1730 | Jacenty Zayfred         |
| 1747 | Jan Tomaszkiewicz       |
| 1748 | Stanisław Stachowicz    |
| 1749 | Ludwik Gadziński        |
| 1750 | Antoni Żmudziński       |
| 1751 | Stanisław Stachowicz    |
| 1752 | Franciszek Dukiewicz    |
| 1753 | Jan Seredy              |
| 1754 | Franciszek Soldadini    |
| 1755 | Gotfryd                 |
| 1756 | Jan Tomaszkiewicz       |
| 1757 | Inglik                  |
| 1758 | Józef Bellica           |
| 1759 | Ignacy Staniszewski     |
| 1760 | Franciszek Soldadini    |
| 1761 | Ignacy Staniszewski     |
| 1762 | Jan Wroński             |
| 1763 | Jakub Billing           |
| 1764 | Ignacy Staniszewski     |
| 1765 | Karol Walter            |
| 1776 | Sebastian Zakulski      |
| 1779 | Franciszek Traytler     |
| 1780 | Marcin Krzyżanowski     |
| 1781 | Wiśniowski              |
| 1782 | Franciszek Dzianotty    |
| 1783 | Liszke                  |
| 1784 | Herman Możeński         |
| 1785 | Józef Łomacz            |
| 1786 | Sebastian Glixelli      |
| 1787 | Franciszek Prager       |
| 1788 | Józef Stattler          |
| 1789 | Karol Tuszek            |
| 1790 | Wincenty Waryjski       |
| 1791 | Jan Henryk Zeidler      |
| 1792 | Grużlowski              |
| 1793 | Stanisław Piątkowski    |

## Pod zaborami (1834-1914)
Bractwo zostało reaktywowane w 1831 roku, a pierwszy konkurs na króla kurkowego odbył się w 1834 roku.
| Rok  | Król                          | Marszałkowie          | Marszałkowie                 |
| ---- | ----------------------------- | --------------------- | ---------------------------- |
| 1834 | Maciej Knotz                  |                       |                              |
| 1835 | Józef Leopold Wasserab        |                       |                              |
| 1836 | Józef Louis                   |                       |                              |
| 1837 | Andrzej Schultz               |                       |                              |
| 1838 | Jan Bogumił Gontre            |                       |                              |
| 1839 | Henryk Bogusz                 |                       |                              |
| 1840 | Mikołaj Schauer               |                       |                              |
| 1841 | Jan Kanty Hahn                |                       |                              |
| 1842 | Franciszek Hahn               |                       |                              |
| 1843 | Leopold Lipiński              |                       |                              |
| 1844 | Teodor Baranowski             |                       |                              |
| 1845 | Franciszek Majer              |                       |                              |
| 1851 | Józef Schreder                |                       |                              |
| 1852 | Ferdynand Baumgardten         |                       |                              |
| 1853 | Maurycy Gabrielli             |                       |                              |
| 1854 | Karol Modes                   | Kacper Poller         |                              |
| 1855 | Tomasz Robert Beer            | Józeff Bartl          | Gustaw Lindquist             |
| 1856 | Leon Liwery                   | Wincenty Wolff        | Christian Heisler            |
| 1857 | Ludwik Zieleniewski           | dr Balko              | Ferdynand Baumgardten        |
| 1858 | Marcin Strzelbicki            | Leopold Lipiński      | Józef Bartl                  |
| 1859 | Józef Bartl                   | Gustaw Lindquist      | Leon Liwery                  |
| 1860 | Teodor Mirowski               | Leopold Lipiński      | Gustaw Lindquist             |
| 1861 | Bogumił Gebhardt              | Feliks Wolff          | Franciszek Tlachna           |
| 1862 | Seweryn Wiśniowski            | Antoni Schmidt        | Otto Cosse                   |
| 1863 | Gustaw Lindquist              | Rudolf john           | Franciszek hr. Łubiński      |
| 1864 | Ernest Stockmar               | Florian Leiter        | Ludwik Armatys               |
| 1865 | Kazimierz Henisz              | Leon Feintuch         | Antoni Chmurski              |
| 1866 | Christian Heisler             | Antoni Chmurski       | Leon Feintuch                |
| 1867 | Antoni Chmurski               | Antoni Ziembiński     | Adam Krywult                 |
| 1868 | Juliusz Fryderyk Grosse       | Ignacy Hoffelmajer    | Ludwik Zieleniewski          |
| 1869 | Adolf Poller                  | Leon Feintuch         | Edward Fuchs                 |
| 1870 | Adam Krywult                  | Wilhelm Bruhl         | Jan Nepoucen Hanicki         |
| 1871 | Leon Feintuch                 | Edward Fuchs          | Józef Rogala-Kiciński        |
| 1872 | Józef Rogala-Kiciński         | Józef Trauczyński     | Ludwik Zieleniewski          |
| 1873 | Antoni Chmurski               | Ludwik Zieleniewski   | Stanisław Lesiński           |
| 1874 | Wilhelm ilming                | Antoni Chmurski       | Józef Trauczyński            |
| 1875 | Rudolf John                   | Antoni Suski          | Józef Rogala-Kiciński        |
| 1876 | Józef Trauczyński             | Józef Rogala-Kiciński | Aleksander Myśliwiec         |
| 1877 | Józef Rogala-Kiciński         | Józef Baranowski      | Antoni hr Wodzińcki          |
| 1878 | Antoni Suski                  | Wilhelm Fenz          | Jan Gotz                     |
| 1879 | Wilhelm Fenz                  | Gustaw Kadan          | Józef Zapatalski             |
| 1880 | Jan Gotz                      | Wilhelm Fens          | Ernest Stockmar              |
| 1881 | Adolf Opid                    | Konrad Voss           | Józef Zaplatalski            |
| 1882 | Ludwik Bogacki                | Karol Herliczka       | Karol Goebel                 |
| 1883 | Jacek Matusiński              | Alfred Biasion        | Karol Goebel                 |
| 1884 | Rudolf Herliczka              | Roman Chmurski        | Stefan Lipiński              |
| 1885 | Adam Miłaszewski              | Adolf Opid            | Jacek Matusiński             |
| 1886 | Antoni Ziembiński             | Adam Miłaszewski      | Antoni Suski                 |
| 1887 | Alfred Biasion                | Wilhelm Fenz          | Antoni Ziembiński            |
| 1888 | Teodor Gaydzic                | Jan Hajdukiewicz      | Roman Chmurski               |
| 1889 | Jan Gwiazdomorski             | Józef Rudnicki        | Michal Marfiewicz            |
| 1890 | Feliks Dobrzański             | Michal Marfiewicz     | Roman Chmurski               |
| 1891 | Stanisław Woyenko-Tomkiewicz  | Adam Miłaszewski      | Feliks Dobrzański            |
| 1892 | Michał Marfijewicz            | Jan Hajdukiewicz      | Stanisław Woyenko-Tomkiewicz |
| 1893 | Sebastian Jaworzyński         | Jan Hajdukiewicz      | Stanisław Woyenko-Tomkiewicz |
| 1894 | Roman Chmurski                | Ignacy Rayal          | Henryk Matuszewski           |
| 1895 | Józef Rudnicki                | Serafin Chmurski      | Feliks Dobrzański            |
| 1896 | Leon Zieleniewski             | Ferdynand Grigar      | Józef Rudnicki               |
| 1897 | Stanisław Dębno-Krzyżanowski  | Władysław Turski      | Wiktor Redyk                 |
| 1898 | Władysław Ligęza-Niewiarowski | Eugeniusz Smidowicz   | Roman Chmurski               |
| 1899 | Karol Szaroch                 | Władysław Ripper      | Stefan Czaplicki             |
| 1900 | Ignacy Rayal                  | Roman Chmurski        | Eugeniusz Reiner             |
| 1901 | Józef Splichal                | Roman Chmurski        | Stanisław Stachowicz         |
| 1902 | Ludwik Schneider              | Władysław Ślatowski   | Albin Doliński               |
| 1903 | Eugeniusz Smidowicz           | Leon Zieleniewski     | Rudolf Peterseim             |
| 1904 | Jan Gotz-Okocimski            | Tadeusz Kwieciński    | Antoni Tuch                  |
| 1905 | Wiktor Suski                  | Józef Gorecki         | Feliks Nowotny               |
| 1906 | Jan Kwiatkowski               | Jan Armółowicz        | Józef Kulesza                |
| 1907 | Wandalin Beringer             | Tadeusz Gluziński     | Aleksander Sulikowski        |
| 1908 | Józef Kulesza                 | Bronisław Guńkiewicz  | Karol Czaplicki              |
| 1909 | Jan Armółowicz                | Józef Dorawski        | Franciszek Rayal             |
| 1910 | Bronisław Guńkiewicz          | Jan Peroś             | Józef Bialik                 |
| 1911 | Józef Gorecki                 | Aleksander Biborski   | Kazimierz Brzeziński         |
| 1912 | Edmund Klemensiewicz          | Mieczysław Staszewski | Jan Kwiatkowski              |
| 1913 | Józef Bialik                  | Ludwik Schneider      | Stefan Iglicki               |
| 1914 | Aleksander Biborski           | Bolesław Korolewicz   | Wincenty Wajda               |

## Okres międzywojenny (1918-1939)
| Rok  | Król                      | Marszałkowie          | Marszałkowie               |
| ---- | ------------------------- | --------------------- | -------------------------- |
| 1919 | Władysław Nieć            | Franciszek Karpiński  | Józef Kretschmer           |
| 1920 | Kazimierz Ostrowski       | Edward Schneider      | Władysław Bieniarz         |
| 1921 | Kazimierz Ostrowski       | Wincenty Wodzinowski  | Józef Owsiński             |
| 1922 | Wilhelm Fenz              | Alfered Kramarski     | Julian Kwieciński          |
| 1923 | Bolesław Rzegociński      | Feliks Wollen         | Władysław Pomian Otorowski |
| 1924 | Stefan Iglicki            | Wincenty Ledóchowski  | Piotr Król                 |
| 1925 | Piotr Król                | Ignacy Moeser         | Szczepan Rakisz            |
| 1926 | Kazimierz Brzeziński      | Tadeusz Leon Gliński  | Władysław Gutowski         |
| 1927 | Franciszek Ledóchowski    | Bolesław Szarek       | Zygmunt Wasyliszyn         |
| 1928 | Karol Rolle               | Stanisław Trzaskowski | Mieczysław Mąkoszewski     |
| 1929 | Władysław Otorowski       | Stanisław Krawczyk    | Stanisław Patroński        |
| 1930 | Tadeusz Leon Gliński      | Jan Gwalbert Oremus   | Tadeusz Pileski            |
| 1931 | Władysław Bieniarz        | Jan Burzyński         | Władysław Burkiewicz       |
| 1932 | Jan Gwalbert Oremus       | Wincenty Krowicki     | Janusz Jurczak             |
| 1933 | Józef Dorawski            | Zbigniew Odrzywolski  | Aleksander Turek           |
| 1934 | Wincenty Wajda            | Kajetan Dudziak       | Ludwik Knapiński           |
| 1935 | Bolesław Szarek           | Mieczysław Pachoński  | Alfred Fritsch             |
| 1936 | Władysław Gutowski        | Adam Dembiński        | Feliks Mikeska             |
| 1937 | Tadeusz Polaczek-Kornecki | Mieczysław Kamberski  | Karol Podgórczyk           |
| 1938 | Tadeusz Polaczek-Kornecki | Mieczysław Kamberski  | Karol Podgórczyk           |
| 1939 | Rudolf Żak                |                       |                            |

Niemcy po wkroczeniu do Krakowa w 1939r. zdelegalizowali Bractwo.

## Okres po II Wojnie Światowej (od 1964)
Pierwsze powojenne strzelanie o godność Króla Kurkowego odbyło się w 1964 roku.
| Rok  | Król                          | Przydomek             | Marszałkowie          | Marszałkowie           |
| ---- | ----------------------------- | --------------------- | --------------------- | ---------------------- |
| 1964 | dr Wincenty Bogdanowski       | Odnowiciel            | inż. Zbigniew Szuba   | Edward Jaworski        |
| 1965 | dr Wincenty Bogdanowski       | Odnowiciel            | inż. Zbigniew Szuba   | Edward Jaworski        |
| 1966 | Józef Lubelski                | Radosny               | Tadeusz Kozłowski     | Józef Wodnicki         |
| 1967 | Tadeusz Antoni Kozłowski      | Szczodry              | Leon Dyczek           | Ludwik Goral           |
| 1968 | Józef Wodnicki                | Skorny                | Jan Migdał            | Józef Cebulski         |
| 1969 | Władysław Kucharski           | Sędziwy               | Bolesław Manecki      | Roman Kamecki          |
| 1970 | Leon Dyczek                   | Pracowity             | Stanisław Bolechała   | inż. Edward Litwin     |
| 1971 | Zbigniew Szuba                | Agricola              | Feliks Adamski        | Franciszek Ćwiertnia   |
| 1972 | dr. Wincenty Jarosiński       | Wicek II              | Feliks Adamski        | Włodzimierz Rutkowski  |
| 1973 | Feliks Adamski                | Szczęsny              | Józef Bobula          | Ludwik Piątek          |
| 1974 | mgr inż. Leonidas Świejkowski | Leonidas              | Aleksander Adamski    | Edward Lenczowski      |
| 1975 | Ludwik Goral                  | Zacny                 | Alojzy Bieriń         | inż. Antoni Oremus     |
| 1976 | Franciszek Ćwiertnia          | Leszczyc I            | Karol Zajączkowski    | Tadeusz Antkiewicz     |
| 1977 | Stanisław Bolechała           | Pogodny               | kpt. Ryszard Wroński  | Aleksander Adamski     |
| 1978 | Ludwik Piątek                 | Żelazny               | Roman Sysło           | Leopold Kapałka        |
| 1979 | Józef Bobula                  | Piast                 | Jerzy Brzeziński      | Tadeusz Szwed          |
| 1980 | Ludwik kotlarczyk             | Sprawiedliwy          | Kazimierz Wolny       | Jerzy Suder            |
| 1981 | inż. Antoni Oremus            | Niecomłodszy          | Władysław Kozbór      | Stanisław Lelek        |
| 1982 | Roman Kamecki                 | Pojednawczy           | Kazimierz Roman       | Jan Koziarz            |
| 1983 | Jerzy Brzeziński              | Życzliwy              | mgr Mieczysław Kuźma  | Henryk Zdanowicz       |
| 1984 | Aleksander Adamski            | Szlachetny            | Franciszek Sibiński   | Leszek Wyżga           |
| 1985 | Jan Koziarz                   | Sandomierski          | Wacław Kijowski       | Zygmunt Skwarczyński   |
| 1986 | Henryk Zdanowicz              | Świetlisty            | Leon Grzybek          | Franciszek Staśto      |
| 1987 | Stanisław Lelek               | Przyjazny             | Bogusław Kierdaj      | Aleksander Nowak       |
| 1988 | Leon Grzybek                  | Twórczy               | Zdzisław Maj          | Stefan Nowak           |
| 1989 | Józef Turbasa                 | Brzoza Sprawiedliwy   | Kazimierz Jarosz      | Marian Łodziński       |
| 1990 | Franciszek Staśto             | Bochniak              | Franciszek Skibiński  | Leszek Wyżga           |
| 1991 | Kazimierz Jarosz              | Sprawny               | Tadeusz Trzaska       | Ryszard Turbasa        |
| 1992 | Zygmunt Skwarczyński          | Gospodarny            | Eugeniusz Kowalski    | Andrzej Skibiński      |
| 1993 | Marian Łodziński              | Roztropny             | Czesław Dyrda         | Jerzy Batko            |
| 1994 | Aleksander Nowak              | Wstrzemięźliwy        | Leszek Gołda          | Witold Baran           |
| 1995 | Ryszard Turbasa               | Łowiec                | Andrzej Pawlica       | Janusz Rząca           |
| 1996 | Tadeusz Trzaska               | Hojny Michałowiczanin | Piotr Jarosz          | Andrzej Mocie          |
| 1997 | Eugeniusz Kowalski            | Antykwariusz          | Michał Waszkiewicz    | Jacek Kofin            |
| 1998 | Zdzisław Maj                  | Odnowiciel Pogodny    | Jan Okoński(?)        | Henryk Kuśnierz        |
| 1999 | Czesław Dyrda                 | Milenijny             | Stanisław Dyrda       | Antoni Kapka           |
| 2000 | Mieczysław Mietła             | Dobrodziej Szczodry   | Piotr Skalski         | Bogdan Patena          |
| 2001 | Leszek Gołda                  | Bronowiczanin         | Krzysztof Janarek     | Ryszard Wojda          |
| 2002 | Henryk Kuśnierz               | Niepołomny            | Jerzy Gałczyński      | Janusz Kotynia         |
| 2003 | Krzysztof Janarek             | Krzewiciel            | Czesław Dżwigaj       | Zdzisław Grzelka       |
| 2004 | Stanisław Dyrda               | Unijny                | Tadeusz Ryś           | Ryszard Maślanka       |
| 2005 | Piotr Skalski                 | Podolanin             | Krzysztof Wójcik      | Zbigniew Galon         |
| 2006 | Jerzy Turbasa                 | Trzeci                | Kazimierz Pieprzyca   | Zbigniew Wolfram       |
| 2007 | Czesław Dźwigaj               | Jubileuszowy          | Krzysztof Gołda       | Jerzy Loręcki          |
| 2008 | Tadeusz Ryś                   | Niezłomny             | Mirosław Malinowski   | Marek Trzaska          |
| 2009 | Jan Okoński                   | Wytrwały              | Kazimierz Loranc      | Jan Dziura-Bartkiewicz |
| 2010 | Krzysztof Wójcik              | Rozważny              | Józef Hojda           | Krzysztof Karbowski    |
| 2011 | Józef Hojda                   | Brodaty               | Jerzy Mikołajczyk     | Piotr M.Mikosz         |
| 2012 | Kazimier Loranc               | Podhalańczyk          | Józef Durbas          | Władysław Kufrej       |
| 2013 | Mirosław Malinowski           | Rozsądny              | Reginald Sas-Jaworski | Zbigniew Kwater        |
| 2014 | Józef Durbas                  | Innowator             | Jarosław Marchwicki   | Rafał Wolfram          |
| 2015 | Jan Dziura Bartkiewicz        | Strzelec              | Marek Zuski           | o. Leon Pokorski ofm   |
| 2016 | Zbigniew Kwater               | Binarny               | Jan Grzegorz Pacut    | Adam Rajpold           |
| 2017 | Piotr M. Mikosz               | Europejczyk           | Dobiesław Gała        | Zbigniew Szota         |
| 2018 | Zbigniew Wolfram              | Niepodległy           | Jan Księżyk           | Andrzej Hojda          |
| 2019 | Adam Rajpold                  | Casmirus              | Dariusz Kaczmarek     | Rafał Kowal            |
| 2020 | Adam Rajpold                  | Casmirus              | Dariusz Kaczmarek     | Rafał Kowal            |